# Der Liebesbrief der Königin
Der Liebesbrief der Königin ist eine deutsche Stummfilmkomödie aus dem Jahr 1916 mit Henny Porten in der Haupt- und Titelrolle.

## Handlung
Die Königin von Illyrien befindet sich in einem Dilemma. Sie gedenkt einen für ihr Land lohnenden Handelsvertrag abzuschließen. Als Vertragspartner kommen der Nordstaat und der Südstaat in Frage. Nun ist ihr beratender Minister unbedingt für den Abschluss mit dem Vertreter von Südland, während der Königin geliebter Gatte unbedingt für einen Vertrag mit Nordland plädiert.
Da die Königin einerseits ihren Göttergatten verehrt, andererseits selbst aber eher zu der Ansicht des Ministers tendiert, kommen reichlich Konflikte auf, die sich auch stark auf die Harmonie des royalen Ehepaars auswirken. Und so versucht es die Königin mit einer List: Sie schreibt dem Prinzgemahl einen fingierten Liebesbrief, der die Dinge jedoch noch verkompliziert. Am Ende finden die Königin und ihr Ehemann schließlich wieder zusammen.

## Produktionsnotizen
Der Liebesbrief der Königin hatte den Untertitel Intriguenspiel in drei Akten und 475 Küssen. Der Film entstand im Messter-Film-Atelier, Blücherstraße 32, besaß drei Akte mit einer Länge von 1337 bzw. (bei der Neuzensur im Mai 1921) von 1107 Metern. Die Uraufführung fand am 30. März 1917 im Mozartsaal in einer Sondervorführung für Das Rote Kreuz statt. Massenstart war im April desselben Jahres.
Die Bauten stammen von Ludwig Kainer.

## Kritik
In Paimann’s Filmlisten ist zu lesen: „Stoff sehr gut. Spiel, Photos und Szenerie ausgezeichnet.“